# Энтри-Риус-ду-Сул
Энтри-Риус-ду-Сул (порт. Entre Rios do Sul)  —  муниципалитет в Бразилии, входит в штат Риу-Гранди-ду-Сул. Составная часть мезорегиона Северо-запад штата Риу-Гранди-ду-Сул. Входит в экономико-статистический  микрорегион Эрешин. Население составляет 3084 человека на 2006 год. Занимает площадь 120,444 км². Плотность населения — 25,6 чел./км².

## История
Город основан 5 сентября 1988 года. 

## Статистика
- Валовой внутренний продукт на 2003 составляет 54.324.832,00 реалов (данные: Бразильский институт географии и статистики).
- Валовой внутренний продукт на душу населения на 2003 составляет 16.608,02 реалов (данные: Бразильский институт географии и статистики).
- Индекс развития человеческого потенциала на 2000 составляет 0,757 (данные: Программа развития ООН).